# Oisterwijk
Oisterwijk (phát âmⓘ) là một đô thị và thành phố ở Phía nam Hà Lan.

## Các trung tâm dân cư
- Heukelom
- Moergestel
- Oisterwijk